# أركش (برغش)
بلدية أَركُش (بالإسبانية: Arcos)‏ هي إحدى بلديات مقاطعة برغش، التي تقع في منطقة قشتالة وليون، والتي تقع في شمال غرب إسبانيا.
يبلغ عدد سكانها 311 نسمة وفقا لإحصائية سنة 2002.